# Cinema de catàstrofes

Segon Origen, pel·lícula de catàstrofes pels catalans Carles Porta i Bigas Luna

El cinema de catàstrofes és un gènere cinematogràfic, en el qual el centre de la intriga és un esdeveniment (o un seguit d'esdeveniments), d'origen natural o provocat per l'home, provocant danys materials i humans considerables. En general no són considerades pel·lícules de catàstrofes aquelles que fan intervenir fenòmens sobrenaturals.
La popularitat de les pel·lícules de catàstrofes s'explica en general pels seus dos components principals:
- l'escenificació de catàstrofes espectaculars utilitzant efectes especials (aquest component redueix l'interès del gènere amb el temps, els efectes especials envelleixen sovint malament) ;
- la tragèdia humana ocasionada per la catàstrofe.

El cinema de catàstrofes descriu relacions humanes en condicions extremes i ofereix doncs l'ocasió de transformar l'anònim en heroi desafiant la por i el perill o d'oferir una galeria de personatges sense escrúpols disposats a tot per ser salvats en primer lloc. És doncs la possibilitat per a l'espectador d'identificar-se fàcilment amb els principals protagonistes en un relat on s'apel·la als sentiments nobles i generalment acabat en un happy end (els nens no moren...). Els personatges pertanyen sovint a categories clarament identificables: l'heroi temerari, el mal noi que troba la seva redempció sacrificant sovint la seva vida per salvar els altres, l'anònim que se sacrifica, la valenta senyora que mor...
És igualment una manera de posar en escena les pors col·lectives, o fins i tot de militar a favor d'una causa prevenint l'espectador dels perills que l'amenacen, de vegades sense saber-ho. Certes pel·lícules properes a les pel·lícules de catàstrofes pertanyen al gènere de ciència-ficció, la classificació de certes pel·lícules dins l'apartat de cinema de catàstrofes està subjecte a controvèrsia.
El pel·lícula de catàstrofes va conèixer la seva hora de glòria als anys 1970 i una represa a la segona meitat dels anys 1990.

## Les diferents categories
- Catàstrofe natural (terratrèmol, incendi, inundació, tornado, erupció volcànica, terratrèmol submarí, epidèmies…)
- Panes tecnològiques (accidents aeris, curtcircuits que posen en marxa incendis incontrolables, accidents en una central nuclear…)
- Catàstrofe de la qual l'home és l'origen (sabotatge, contaminació, guerra nuclear, desviació d'avió, de bus, de tren, atemptat, reescalfament o refredament brusc del planeta, arma bacteriològica ...)

## Exemples de pel·lícules de catàstrofes
- 1936: San Francisco
- 1937: Huracà sobre l'illa (The Hurricane)
- 1937: In Old Chicago
- 1939: The Rains Came
- 1940: Typhon
- 1954: The High and the Mighty
- 1955: The Rains of Ranchipur
- 1970: Airport
- 1972: L'aventura del Posidó (The Poseidon's Adventure)
- 1972: Alarma: vol 502 segrestat (Skyjacked)
- 1974: Airport 75
- 1974: El colós en flames
- 1974: Terratrèmol (Earthquake)
- 1977: Airport '77
- 1979: La síndrome de la Xina
- 1980: When Time Ran Out...
- 1980: Airport '79, the Concorde
- 1983: The Day After (TV)
- 1993: Alive ou Alive: The Miracle of the Andes
- 1996: Twister
- 1996: Independence Day
- 1997: Un poble anomenat Dante's Peak (Dante's Peak)
- 1997: Titanic
- 1997: Volcano
- 1998: Deep Impact
- 1998: Armageddon
- 2004: El dia de demà
- 2004: Fusion
- 2005: H.G. Wells' The War of the Worlds
- 2006: Posidó
- 2008: The Happening
- 2008: The Day the Earth Stood Still
- 2009: 2012